# スーパーロボットピンボール
『スーパーロボットピンボール』は、メディアファクトリーから2001年2月23日に発売されたゲームボーイカラー専用ソフト。

## 概要
バンプレストとメディアファクトリーの共同プロジェクト作品。ロボットアニメのロボットたちがSDになって戦う、バンプレストの看板作品「スーパーロボット大戦シリーズ」と同じコンセプトのピンボールゲーム。ロボット図鑑や精神コマンドなどに同シリーズとの共通点がある。ただし、パイロットは登場せずロボットは擬人化されているため、作風は同じくバンプレストの「コンパチヒーローシリーズ」に近い。
「スーパーロボット大戦シリーズ」とのタイアップで、初回特典として『スーパーロボット大戦 スクランブルギャザー』のカードが付属していた。カード名は「スーパーロボットピンボール」で、パッケージイラストが流用されている。

## システム
ノーマルステージ、エネミーステージ、ステージボスステージを繰り返して得点を稼ぐ。出撃させたスーパーロボットと倒したエネミーロボットはライブラリーというロボット図鑑に記録されステータスや説明、攻撃アニメーションを見ることができる。

### ロボット
スーパーロボット
プレイヤーが出撃させるロボット。スクランブルホールでランダムに選ばれた6機の内から1機を選択し出撃させる。
HP、攻撃、防御の3つのステータス数値と精神コマンド1つが設定されている。また、武器は3つあり最も攻撃力の高い武器を使用するとアニメーションが挿入される。武器の攻撃力は各ロボットごとに違う。
バンパー
ノーマルステージに配置された敵ロボット。ヘックス1マスの顔グラフィックのような状態で登場し、その場から動かず攻撃もしてこない。
エネミー
エネミーステージで1対1で戦う敵ロボット。スーパーロボットと同じくHP、攻撃、防御の3つのステータス数値と独自のスピードというステータス数値が存在している。武器は1つだけだが攻撃力は高い。また、精神コマンドを持っていない。
ステージボス
ステージボスステージで戦う敵ロボット。エネミーと同じくHP、攻撃、防御、スピードのステータス数値を持っている。武器もエネミーと同じく1つだがフリッパーを動きを止める効果がある。

### ステージ
ノーマルステージ
オーソドックスなピンボールになっているステージ。ステージ内に配置されたバンパーを規定数倒すことでエネミーが現れる。エネミー出現後はステージ左側に開放されたスクランブルホールにボールを入れるとスーパーロボットを選択出撃させられる。ロボット出撃後は右側に開放された通路からエネミーステージに進入できる。
エネミーステージ
出撃させたスーパーロボットとエネミーを対決させるステージ。ボールをエネミーに当てるとスーパーロボットが攻撃を行ないHPを減らすことができる。また、フリッパーの左右真横の壁にあるゲージが満タンになるごとにエネミーがスーパーロボットを攻撃しHPを減らしてくる。
エネミーのHPを0にすればクリア、スーパーロボットのHPが0になるとクリア失敗となる。ボールのフリッパーの下への落下はノーマルステージに戻されるがエネミー出現時間中なら再びエネミーステージに進入できる。
スーパーロボットの武器はエネミーの右側にある通路を通るごとに一段階ずつ強い武器に変更される。ただし、エネミーに攻撃すると一番攻撃力の弱い武器に戻る。
精神コマンドはエネミーの左側にある通路を通るごとの上がるゲージのメーターを貯め、メーターが最大になった後に左右通路の入口にあるスイッチにボールを当てれば1回だけ使用することができる。
ステージボスステージ
エネミーを規定数倒すとチャレンジできるステージ。エネミーステージと違いスーパーロボットを出撃させることができず、ボールで直接ボスを攻撃してHPを減らしていく。規定時間にHPを0にすればクリア、タイムオーバーもしくはボールがフリッパーの下に落下でクリア失敗となる。

## 登場キャラクター
機動戦士ガンダム
- スーパーロボット

ガンダム
ガンキャノン
ガンタンク
- エネミー

ジオング
- バンパー

ザクII
ドム
- その他

ハロ
機動戦士Ζガンダム
- スーパーロボット

Ζガンダム
ガンダムMk-2
百式
- エネミー

ジ・O
サイコガンダム
- バンパー

マラサイ
機動戦士ガンダムΖΖ
- スーパーロボット

ΖΖガンダム
- エネミー

キュベレイ
ハンマ・ハンマ
クイン・マンサ
ゲーマルク
ザクIII改
- バンパー

ドライセン
機動戦士ガンダム 逆襲のシャア
- スーパーロボット

νガンダム
- エネミー

α・アジール
サザビー
ヤクト・ドーガ（クェス機）
- バンパー

ギラ・ドーガ
ヤクト・ドーガ（ギュネイ機）
新機動戦記ガンダムW
- スーパーロボット

ウイングガンダム
ガンダムデスサイズ
ガンダムヘビーアームズ
ガンダムサンドロック
シェンロンガンダム
ウイングガンダムゼロ
- エネミー

ガンダムエピオン
- バンパー

リーオー
戦闘メカ ザブングル
- スーパーロボット

ザブングル
ウォーカーギャリア
- エネミー

ガバメント
ドラン
ブラッカリィ
- バンパー

プロメテウス
ギャロップ
聖戦士ダンバイン
- スーパーロボット

ダンバイン
ビルバイン
- エネミー

ガラバ
レプラカーン
ズワァース
- バンパー

ドラムロ
重戦機エルガイム
- スーパーロボット

エルガイム
エルガイムMk-2
- エネミー

アシュラテンプル
アトールV
オージェ
- バンパー

アローン
グライア
無敵鋼人ダイターン3
- スーパーロボット

ダイターン3
- エネミー

ドン・サウザー
メガボーグ・ベンメル
メガボーグ・ミレーヌ
- バンパー

アイアイ
メッタンガー
無敵超人ザンボット3
- スーパーロボット

ザンボット3
- エネミー

バンドック
青騎士ヘルダイン
赤騎士デスカイン
- バンパー

メカブースト・ドミラ
メカブースト・ガビタン
マジンガーZ
- スーパーロボット

マジンガーZ
ボスボロット
- エネミー

機械獣ジェノバM9
ラインX1
グシオスβIII
- バンパー

機械獣ガラダK7
機械獣ダブラスM2
- その他

ボスボロット
グレートマジンガー
- スーパーロボット

グレートマジンガー
- エネミー

暗黒大将軍
ヤヌス侯爵
- バンパー

戦闘獣オベリウス
戦闘獣ズガール
UFOロボ グレンダイザー
- スーパーロボット

グレンダイザー
- エネミー

円盤獣ギンギン
ベガ獣キングゴリ
- バンパー

円盤獣ギルギル
円盤獣ジンジン
劇場版マジンガー&ゲッターロボシリーズ
- エネミー

光波獣ピクドロン
ギルギルガン
ドラゴノサウルス
ゲッターロボ
- スーパーロボット

ゲッター1
ゲッター2
ゲッター3
- エネミー

メカザウルス・ダイ
メカザウルス・シグ
- バンパー

メカザウルス・バド
メカザウルス・ザイ
ゲッターロボG
- スーパーロボット

ゲッタードラゴン
ゲッターライガー
ゲッターポセイドン
- エネミー

メカ胡蝶鬼
メカ鉄甲鬼
メカ牛剣鬼
- バンパー

メカ一角鬼
真ゲッターロボ（原作漫画版） 
- スーパーロボット

真・ゲッター1
真・ゲッター2
真・ゲッター3
超電磁ロボ コン・バトラーV
- スーパーロボット

コンバトラーV
- エネミー

ビッグガルーダ
オレアナ
ビッグシリウス
マグマ獣デモン
- バンパー

マグマ獣ガルムス
超電磁マシーン ボルテスV
- スーパーロボット

ボルテスV
- エネミー

スカルーク
守護神ゴードル
強力ナマズゴン
- バンパー

鎧獣士サイモン
鎧獣士ダイモン
超獣機神ダンクーガ
- スーパーロボット

ダンクーガ
- エネミー

シャピロ戦闘メカ
偽ダングーガ
ザン・ガイオー
ムゲ帝王
- バンパー

ムゲ小型空戦メカ
勇者ライディーン
- スーパーロボット

ライディーン
- エネミー

巨大シャーキン
ガンテ
バラオ
- バンパー

ドローメ
化石獣バストドン
新世紀エヴァンゲリオン
- スーパーロボット

エヴァンゲリオン零号機
エヴァンゲリオン初号機
エヴァンゲリオン弐号機
- エネミー

第3使徒サキエル
第14使徒ゼルエル
- バンパー

第7使徒イスラフェル
バンプレストオリジナル
- ステージボス

デスタ
ファーストステージのボス。分厚い装甲を持つ背中に翼が生えた巨体をしている。動きは鈍そうにみえるが身体をピンボールの形に丸めて移動し、両腕を振り下ろし地面を割る必殺技「ダブルスレッジ・ハンマー」でフリッパーの動きを一定時間止めてくる。
プシュケル
セカンドステージのボス。両手を合わせ下から胸を持ち上げている6枚の翼の女神のような姿をしている。姿を消して移動し、合わせた両手から連続してエネルギー球を放つ必殺技「ニュークレオン・パラライズ」でフリッパーを一定時間痺れさせる。
オーヴ
ピンボールワールドを支配している本作のボス。普段はプシュケルの合わせた両手と胸の谷間の間にできた隙間から顔を出した状態でおり、プシュケルが倒されると続けて戦うことになる。
小型の異形な天使の姿をしているが、攻撃と防御とも最強を誇っている。テレポートでプレイヤーを翻弄し、重力球を放つ必殺技「パンハイマ・グラビトン」でフリッパーの動きを長い時間止めてくる。

## 攻略本
- MF公式スーパーロボットピンボール パーフェクトデータ&完全ナビBOOK ISBN 9784840102537